# Scaphocalanus major
Scaphocalanus major är en kräftdjursart som först beskrevs av T. Scott 1894.  Scaphocalanus major ingår i släktet Scaphocalanus och familjen Scolecitrichidae. Inga underarter finns listade i Catalogue of Life.